# 2051 Chang
2051 Chang eller 1976 UC är en asteroid i huvudbältet som upptäcktes den 23 oktober 1976 av Harvard College Observatory. Den är uppkallad efter den kinesiske astronomen Zhang Yuzhe.
Asteroiden har en diameter på ungefär 14 kilometer och den tillhör asteroidgruppen Koronis.